# Testudinella sphagnicola
Testudinella sphagnicola är en hjuldjursart som beskrevs av Rudescu 1960. Testudinella sphagnicola ingår i släktet Testudinella och familjen Testudinellidae. Inga underarter finns listade i Catalogue of Life.